# HD 128311
HN Волопаса (лат. HN Boötis), HD 128311 — двойная звезда в созвездии Волопаса на расстоянии приблизительно 53 световых лет (около 16,3 парсек) от Солнца. Возраст звезды определён как около 1 млрд лет.
Вокруг звезды обращается, как минимум, одна планета.

## Характеристики
Первый компонент (WDS J14360+0945A) — оранжевый карлик, вращающаяся переменная звезда типа BY Дракона (BY) спектрального класса K0V, или K0, или K3V. Видимая звёздная величина звезды — от +7,52m до +7,48m. Масса — около 0,81 солнечной, радиус — около 0,814 солнечных, светимость — около 0,308 солнечных. Эффективная температура — около 4760 K.
Второй компонент (WDS J14360+0945B). Видимая звёздная величина звезды — +14,9m. Удалён на 5,8 угловой секунды.

## Планетная система
В 2002 году группой астрономов у звезды обнаружена планета HD 128311 b. Данное открытие пока не подтверждено.
В 2005 году группой астрономов у звезды обнаружена планета HD 128311 c.
В 2019 году учёными, анализирующими данные проектов HIPPARCOS и Gaia, у звезды обнаружена планета HIP 71395 d.